# منطقة بانكوك نوي
منطقة بانكوك نوي (بالإنجليزية: Bangkok Noi District)‏ هي واحدة من 50 منطقة في بانكوك، تايلاند. يقدر عدد سكانها بـ 117,503 نسمة .